# Скаутское движение
Ска́утское движе́ние (ска́утство, ска́уты, англ. scouting) — всемирное добровольное военно-политическое образовательное молодёжное движение. Членство в скаутских организациях открыто для всех без различия пола, происхождения, расы или вероисповедания в соответствии с целью, принципами и методом основателя движения Роберта Бадена-Пауэлла. Целью скаутского движения является содействие развитию молодых людей в достижении их полного физического, интеллектуального, эмоционального, социального и духовного потенциала как личности, ответственного гражданина и члена местного, национального и международного сообщества.
В движении используется скаутский метод, программа неформального образования с акцентом на практические занятия на свежем воздухе, в том числе приобретение навыков выживания в лесу, пеший туризм, водный туризм, спорт. Характерным отличием является униформа, в том числе — обязательное ношение скаутских галстуков. Эмблемой движения являются геральдическая лилия и трилистник.
Двумя крупнейшими скаутскими организациями являются Всемирная организация скаутского движения (WOSM) и Всемирная ассоциация девушек-гайдов и девушек-скаутов (WAGGGS).
Английское слово scout переводят как «разведчик». Поэтому в РФ скаутинг также иногда называют «разведчеством».
Международные и междугородные скаутские слёты проводят 1 раз в 3—4 года.

## История
Основателем движения скаутов считают сэра Роберта Стефенсона Смита Бадена-Пауэлла. В 1899 году полковник Баден-Пауэлл был назначен комендантом крепости Мафекинг в Южной Африке, которая после начала англо-бурской войны была осаждена армией буров. В гарнизоне было чуть больше тысячи солдат и полковник организовал вспомогательную воинскую часть из местных мальчишек, которые взяли на себя в том числе разведку и доставку донесений через позиции врага. Полковник был поражён тем, что мальчики воевали не хуже взрослых, отличались отвагой, хитростью, исполнительностью. Благодаря своим кадетам Бадену-Пауэллу удалось продержаться с крошечным гарнизоном 207 дней, пока не подошло подкрепление. С этого момента полковник пришёл к выводу, что начинать готовить военных разведчиков надо с детства. Став генералом и возвратившись в Англию, Баден-Пауэлл основал движение скаутов в 1907 году в Великобритании. В 1907 году был проведён первый лагерь на острове Браунси (Великобритания), а в 1908 году была издана всемирно известная книга «Скаутинг для мальчиков».
Новаторство скаутинга было в том, что в нём соединили подростков, детей и взрослых в одной организации, в процессе совместной деятельности, общей длительной игры в разведчиков, в стремлении быть полезными другим людям, природе и миру в целом. У Бадена-Пауэлла отношения между взрослыми и детьми строились как равноправные, где взрослый и ребёнок играли каждый свою роль, ребёнок добровольно соглашался с позицией и ролью взрослого, как старшего товарища, более знающего, более умелого. Взрослый вёл за собой младшего. Так в скаутской организации отчасти была решена проблема антагонизма между взрослыми и детьми. Баден-Пауэлл понял стремление детей и подростков к неформальному общению, он уловил их желание объединиться между собой для реализации своих интересов и потребностей. Универсальность системы скаутинга заключается в её саморазвитии. Она соединяла подростков и взрослых в одну организацию, независимо от религиозных конфессий, различных рас и этносов, не только католической Европы, но и православных народов, мусульманского мира. Фактически скаутинг заложил основы педагогики нового типа, которая впоследствии в СССР получила название неформальная педагогика в противовес формальному (обязательному) школьному образованию.
Однако изобретение самой идеи принадлежит не Бадену-Пауэллу, а писателю и художнику Эрнесту Сетону-Томпсону, создавшему первый в мире детский отряд Woodcraft Indians («лесных индейцев»). Историю создания отряда Сетон-Томпсон красочно описал в своей биографии, в главе «Знатоки леса». В 1906 году Сетон-Томпсон отправил свои записки Бадену-Пауэллу, который во многом основывался на опыте писателя, создавая скаутов. Баден-Пауэлл создал совершенно новую общественную молодёжную организацию, за эти заслуги был возведён королём Англии Георгом V в звание барона с титулом лорд Баден-Пауэлл оф Гилвелл. Изначально скаутинг был задуман для подготовки мальчиков к службе в английской армии, и военные разных стран во многом приняли его систему. В первое время скаутинг как метод воспитания молодёжи допризывного возраста распространялся среди стран-участниц Антанты, но затем он вышел за эти рамки, получил более широкое распространение среди стран мира из-за своей универсальности. К 1909 году в Англии уже насчитывалось 14 000 скаутов. В 1910 году возникла «параллельная» бойскаутам организация девочек и девушек гёрл-гайдов.
Большой вклад в движение скаутов внёс художник Пьер Жубер, сам ставший скаутом в 14 лет. В течение десятилетий он создавал великолепные иллюстрации к книгам и журналам о скаутах.
На развитие скаутского движения оказали влияние также работы Дэниела Картера Бирда.

## Скаутское движение в разных странах

### США
Организация американских бойскаутов (Бойскауты Америки) была создана в Чикаго 8 февраля 1910 года бизнесменом Уильямом Бойсом. Бойс приехал в Лондон в 1909 году по делам и, заблудившись, спросил дорогу у мальчика. Тот с готовностью объяснил, как найти нужный адрес, и проводил Бойса. При этом от предложенных денег мальчик отказался, заявив, что он бойскаут, а помощь людям — это его обязанность. После этого Бойс заинтересовался скаутизмом. Организация гёрлскаутов (Гёрлскауты Соединённых Штатов Америки, GSUSA) была создана в 1912 году. 
Мальчики в возрасте 8—10 лет составляют группу Cub Scouts («малышей»), от 11—13 — бойскаутов, в 14 (последний год) получают звание Explorers.
Для девочек существуют следующие категории: Daisy («ромашка», 5—6 лет), Brownie («домовик», 6—8 лет), Junior («младшие», 9—11 лет), Cadette (12—13 лет), Senior (14 лет).
Самой известной традицией скаутов в США является продажа печенья для сбора средств на общественные проекты. Считается, что эта традиция появилась в 1917 году в городе Маскоги (штат Оклахома), где гёрлскауты принесли домашнюю выпечку на продажу в школу. Затем гёрлскауты по всей стране начали печь песочное печенье под руководством своих матерей, а затем продавать его соседям в бумажных пакетах. В 1936 году выпечка печенья была централизована, и девочки стали лишь продавать его. В настоящее время ассортимент печенья насчитывает более 10 разновидностей. 10—15% от продаж печенья получают сами девочки, 50% — скаутская организация, а остальное — производитель.
В последние годы «Бойскауты Америки» столкнулись с финансовыми трудностями из-за сокращения числа участников: в 1970-е годы в организации состояли четыре миллиона человек, а сейчас — менее двух миллионов.
В 2012 году верховный суд штата Орегон обязал «Бойскаутов Америки» опубликовать сведения обо всех случаях сексуального домогательства с 1965 по 1985 год. Тогда выяснилось, что до полиции не доходило более трети таких случаев.
В 2020 году более 800 бывших скаутов подали иски к организации «Бойскаутов Америки», обвинив её в неспособности предотвратить растление и сексуальные домогательства со стороны взрослых вожатых в скаутских лагерях и во время походов. В результате организация подала в суд в Делавэре заявление о своём банкротстве.

### Российская империя
В Российской империи скаутское движение зародилось в 1909 году. Основатель российского (и далее советского) скаутского движения — полковник Пантюхов (c 1919 имевший звание Старшего русского скаута). Первый скаутский костёр был зажжён 30 апреля 1909 года в Павловском парке. В следующем году в 1-й Петербургской мужской гимназии возник «легион юных разведчиков», организованный преподавателем латыни В. Г. Янчевецким (известным впоследствии как писатель Василий Ян). Гимназия находилась на углу Кабинетской (теперь — Правды) и Ивановской (нынешней Социалистической), отряд был создан из числа её учеников.
Книга Бадена-Пауэлла «Скаутинг для мальчиков» (Scouting for boys) была получена Николаем II в 1910 году от одного из приближённых к нему лиц, проживавших в Англии, и вызвала живейший интерес царя, так как оказалась созвучной с его собственными мыслями о необходимости допризывной подготовки молодёжи, особенно сельской. По приказанию царя книга была переведена на русский язык и издана в типографии Главного штаба. Однако первые официальные попытки в этом направлении оказались неудачными, так как строились на «фельдфебельских» (выражение Пантюхова) принципах, полностью исключавших игровой элемент. Таковыми было прежде всего движение с петровским названием «потешных» — организованные по приказанию «сверху» детские отряды, в которых дети проходили строевую и начальную военную подготовку. Это движение, против которого активно выступал Пантюхов, вскоре потерпело провал. Одновременно штабс-ротмистр А. Г. Захарченко был по царскому приказу командирован в Англию для изучения опыта скаутизма, после чего создал в Москве скаутскую дружину. Однако дружина Захарченко, в которой обучение скаутов было поручено юнкерам, была по сути комбинацией скаутизма с движением «потешных» и также потерпела провал. Реальным основателем московского скаутизма является редактор журнала «Вокруг света» В. А. Попов. В Киеве зачинателем скаутизма был гимназический преподаватель А. К. Анохин, впоследствии (1915 год) организовавший первый отряд гёрл-скаутов.
- Вице-адмирал И. Бострем, глава Общества мальчиков-разведчиков, 1915
- О. И. Пантюхов
- Русские скауты в лагере
- Царскосельский скаутский отряд, 1917 год
- Вверху: полковник Сулин и разведчики Старицкий, Грушецкий, Никонов, Бек, Олимпиев, Пухляков и Ромашов из НОРРа под покровительством великой княгини Ксении Александровны во главе с полковником П. Н. Богдановичем. Франция, Капбретон, 1931

Обозначившийся провал движения «потешных» склонил «сферы» в сторону поддержки чистого скаутизма, и в августе 1914 года было организовано Общество содействия мальчикам-разведчикам «Русский скаут». Председателем общества стал вице-адмирал Бострем (ранее курировавший «потешных»), вице-председателем — Пантюхов.
С началом Первой мировой войны один из основателей движения скаутов в России полковник О. И. Пантюхов отправился на фронт и царскосельский отряд скаутов (впоследствии переименованных на русский манер в «юные разведчики») возглавил Э. П. Цытович. Штаб-квартира царскосельской дружины помещалась в стенах реального училища, директором которого он и являлся.
В 1915 году Э. П. Цытович привлёк к движению скаутов великого князя Георгия Константиновича и, по распоряжению императора Николая II, записал в царскосельский отряд цесаревича Алексея.
С 1915 года Э. П. Цытович стал председателем царскосельского военно-спортивного комитета и членом комитета общества «Русский скаут», председателем которого был вице-адмирал Бострем. Деятельное участие в обществе принимала также сестра императрицы великая княгиня Елизавета Фёдоровна.
В декабре 1915 года Э. П. Цытович принял активное участие в организации первого всероссийского съезда по скаутизму, прошедшего в Петрограде. На съезде он прочитал несколько основополагающих докладов, посвящённых скаутскому движению «Взаимоотношения семьи, школы и организации скаутов» и «Этические основы скаутизма», в вышеупомянутом докладе Э. П. Цытович произнёс несколько лозунгов, которые впоследствии переняли пионерские организации СССР, вот что он писал:

Будем же надеяться на то, … что зажёгшаяся звезда скаутизма над русской молодёжью разгорится ярким светом на всем обширном пространстве нашей дорогой родины и что сотни тысяч русских мальчиков и девочек на призыв: «Будьте готовы!» будут стройно, бодро и весело отвечать: «Всегда готовы!»

В 1915 году произошёл первый скаутский съезд, утвердивший устав, организационную структуру, символику русского скаутизма. К осени 1917 года насчитывалось 50 скаутов.
В 1915 году Н. А. Адуевым был написан гимн скаутов «Будь готов!», положенный на музыку редактором журнала «Вокруг света» В. А. Поповым, являвшимся начальником московской дружины скаутов (последнему также принадлежат слова и музыка популярной скаутской песни «Картошка», известной в СССР под видом пионерской песни). В том же 1915 году В. А. Попов создал первый в мире музей скаутинга, а в следующем году организовал отряд речных скаутов.
- Русские скауты с сигнальными флажками. Открытка, 1915
- «Будь готов оказать помощь слабому». Открытка, 1915
- 1-й Вязьминский отряд русских скаутов имени святого Георгия Победоносца. Открытка, 1914—1917
- Русский скаутский лагерь

### СССР
После Октябрьской революции скаутское движение распалось. Если в областях, занятых «белыми», сохранялся традиционный скаутинг, придерживавшийся патриотической и антисоветской позиции (многие скауты, в частности, были участниками антисоветского подполья; ряд руководителей скаутских организаций в Крыму и на Украине были арестованы ЧК и расстреляны), то на советской территории наблюдались попытки в той или иной форме соединить скаутскую организацию с революционной идеологией («пионерское» движение И. Н. Жукова юных пионеров (ЮП), «юкистское» движение юных коммунистов-скаутов (ЮКС), принявших галстуки красного цвета, городской клуб «Красный скаут»). Наконец, существовало и принципиально аполитичное движение «лесных братьев» — следопытов леса, продолжавших туристически-натуралистские традиции с опорой на книги Сетона-Томпсона. Однако комсомол, видя в скаутах своих соперников, резко отрицательно относился ко всем этим формам и уже в 1919 году объявил им войну. Скаутинг был объявлен реакционным, буржуазным и монархическим явлением (подробно см. в статье «Пионерское движение»). Особенно усилились гонения с начала 1922 года, когда было принято решение о создании детской коммунистической организации, перенявшей ряд внешних форм скаутинга.
Наиболее стойкие из скаутских организаций дотянули до весны 1923 года, когда в мае прошёл последний скаутский слёт у села Всехсвятское под Москвой. Участники слёта шли в форме и со знамёнами. Слёт был разогнан, а его организаторы — арестованы.
Скаутские организации, однако, некоторое время продолжали существовать в подполье, как, например, «Братство костра», члены которого пели:

Нас десять, вы слышите, десять!

И старшему нет двадцати,

Нас можно, конечно, повесить,

Но надо сначала найти!

Подпольные скауты продолжали поддерживать отношения со скаутами эмиграции и О. И. Пантюховым до 1927 года.
В результате в СССР осталось только пионерское движение, которое было построено на основе скаутинга. Однако за рубежом продолжали свою деятельность нескольких русских скаутов, создавших национальную организацию русских скаутов (НОРС) под руководством О. И. Пантюхова. Русских скаутов можно было найти в Западной Европе, Австралии, Южной и Северной Америке.
В 1942 году Р. В. Полчанинов создал на территории, оккупированной нацистской Германией, Псковской области скаутскую организацию при содействии Псковской православной миссии. При отступлении немецких оккупантов часть скаутов эмигрировала вместе с ним и вступила в скаутскую организацию русских эмигрантов в Германии, часть осталась в СССР.

### РФ
В 1990 году скаутское движение было официально разрешено. Началось возрождение русского скаутинга. Приблизительная численность российского скаутинга на 2007 год — 30 тысяч человек. Сейчас в РФ нет единой скаутской организации. Среди самых крупных российских организаций можно назвать следующие: ОРЮР, НОРС, Русский союз скаутов, Российская ассоциация девочек-скаутов, Братство православных следопытов. С весны 2019 года в РФ стартовало скаутское движение на базе христианской организации «Армия спасения». В ряды скаутов может вступить любой желающий мальчик или девочка в возрасте от 7 до 17 лет. Скауты разделяются на три возрастные группы или "ветви": волчата, 7—10 лет, собственно, скауты-разведчики, 11—17 лет, и витязи, дружинницы, роверы - от 18 лет.

## Скаутский метод
Воспитание в скаутинге ведётся при помощи скаутского метода. Основа скаутского метода заключается в следующем:
- Воспитание на основе обещания. Каждый участник добровольно берёт на себя обязательство соответствовать тому образу, который заложен в обещании и законах. А именно — осознание своего долга перед Богом, гражданского долга и долга перед самим собой
- Патрульная система или система микрогрупп
- Личный рост участников (стимулирующие и развивающие программы) — специальные программы, призывающие участников к самосовершенствованию через развитие, выполнение гражданского и духовного долга, через участие в местных, региональных национальных и международных проектах. Применение новых и старых форм, таких как специальности, разрядная система, проектная деятельность, цикловые игры
- Деятельность на природе. Постоянная практика самоутверждения и развития с помощью активной деятельности на природе при проведении всевозможных разовых форм, традиционных, пионеринга — исследовательской деятельности
- Традиции (заложенные в начале движения, дополняемые самими участниками)
- «Обучение через дело» — метод, привнесённый в начале прошлого века из педагогики, когда основой обучения подразумевалось обязательное претворение теории в практику
- Поддержка взрослых. Генеральная задача для придания организации динамично развивающегося и общественного характера. Система руководства микрогруппами и курсы различных уровней, международный обмен опытом, ротация руководителей, ступеньки роста, звания, должности.

## Структура
Англия
Английская патрульная система выстроена в соответствии с принципами представительной демократии:
- Шесть-восемь мальчиков[31] образуют патруль[32] (Patrol[31]). Патруль избирает главу — вожатого[32] (Patrol Leader[33]), а вожатый выбирает себе заместителя — капрала[32] (Corporal[33])
- Несколько патрулей (два и более[31]) образуют роту[32] (Troop[31]), которой командует старшина[32] (Scout Master[31])
- Важнейшим органом самоуправления является Суд чести[32] (Court of Honour[31]), который состоит из вожатых патрулей роты и старшины (который, однако, не имеет права голоса). В отсутствие старшины, решения могут быть приняты вожатыми. Решения принимаются втайне[33]

Российская империя
Скаутская структура в Российской империи была изменена и имела монархическую военизированную пирамидальную иерархическую систему подчинения:
- Главный Разведчик (Chief Scout) — глава разведчиков в Российской империи
- Суд чести (Court of Honour) — старшина и два вожатых (если есть лишь один патруль, то в Суд чести входит лишь вожатый с капралом)
- Старшина (Scout Master) — руководитель роты, состоящей из трёх патрулей
- Вожатый (Patrol Leader) — руководитель патруля, состоящего из шести разведчиков
- Урядник (или капрал, Corporal) — избранный вожатым заместитель на время отсутствия
- Рядовые разведчики, которые делятся на первый (First-class scout) и второй (Second-class scout) разряды
- Неженка (Tenderfoot) — кандидат в разведчики

## Символика и традиции
Скаутские закон и обещание
Один из принципов скаутского метода — жизнь на основе обещания (присяги) и закона (устава). Каждый человек, вступая в скауты, даёт обещание перед строем своей роты (взвода). Скауты живут по определённым законам. В каждой организации они сформулированы по-разному:
Англия
Скаутское обещание:
1. Верность Богу и Государю.
2. Во всякое время помогать ближним.
3. Повиновение закону разведчиков.
Скаутский закон:
1. На честь разведчика должны полагаться.
2. Разведчик — предан своему Государю, своим офицерам, своей родине и тем, на службе у которых он находится.
3. Обязанности разведчика заключаются в том, чтобы исполнять долг свой и помогать ближнему.
4. Разведчик — друг всякого, и брат всем другим разведчикам, без различия их общественного положения.
5. Разведчик — вежлив и услужлив.
6. Разведчик — друг животных.
7. Разведчик исполняет приказания вожатого или старшины беспрекословно.
8. Разведчик улыбается и насвистывает или напевает что-нибудь во всех обстоятельствах.
9. Разведчик должен быть бережлив.
Также Баденом-Пауэллом в его книге сформулированы семь правил «Рыцарского кодекса»:
1. Честь — священна.
2. Преданность Богу, Государю, Отечеству.
3. Помощь прежде слабым (женщинам, детям).
4. Помощь всем.
5. Личное обогащение ради помощи нуждающимся.
6. Обучение убийству врагов ради защиты веры и Родины.
7. Быть сильным, чтобы делать всё вышеперечисленное.
Российская империя
Скаутское обещание:
«Честным словом обещаю, что:
1. Буду исполнять свой долг перед Богом и Государем.
2. Буду делать всё от меня зависящее, чтобы помогать ближним, чего бы это мне ни стоило.
3. Знаю разведчицкий закон и буду ему повиноваться».
США
Современное скаутское обещание — «честным словом обещаю, что буду исполнять свой долг перед Богом и Родиной, помогать ближним и жить по законам разведчиков».
В качестве примера возможно привести законы из устава Организации российских юных разведчиков:
1. Разведчик (-ца) верен Богу, предан родине, родителям и начальникам.
2. Разведчик (-ца) честен и правдив.
3. Разведчик (-ца) помогает ближним.
4. Разведчик (-ца) друг всем и брат всякому другому разведчику.
5. Разведчик (-ца) исполняет приказания родителей и начальников.
6. Разведчик (-ца) вежлив и услужлив.
7. Разведчик (-ца) друг животных и всей природы.
8. Разведчик (-ца) бережлив и уважает чужую собственность.
9. Разведчик (-ца) чист в мыслях, словах и делах, телом и душой.
10. Разведчик (-ца) трудолюбив и настойчив.
11. Разведчик (-ца) весел и никогда не падает духом.
12. Разведчик (-ца) скромен.
Девиз

Девиз скаутов — «будь готов!» (be prepared); по-английски он сокращается до первых букв, так же как фамилия основателя движения скаутов (B.P.), означает, что скаут всегда готов выполнить приказ.
Происхождение этой фразы связано с исходным патриотическим характером движения скаутов. Баден-Пауэлл писал 12 февраля 1908 в статье в журнале «Бойскаутинг»: «Будьте готовы умереть за свою страну, если потребуется; так что когда настанет момент, выходите из дома с уверенностью и без раздумья о том, убьют вас или нет».
На других языках
Отделения скаутов по всему миру используют девиз «Будь готов!» на своих родных языках:
- Азербайджанский: Daima Hazır
- Албанский: Ji Gati либо Pergatitu
- Английский: Be prepared
- Арабский: كن مستعيدا‎ (kunna musta’ddan)
- Армянский : Եղիր պատրաստ (Yeghir patrast)
- Белорусский: Напагатове
- Болгарский: Бъди готов
- Венгерский: Légy résen
- Вьетнамский: Sắp Sẵn
- Голландский: Weest Paraat
- Греческий: Έσω Έτοιμος
- Грузинский: იყავი მზად (ík’avi mzad)
- Иврит: היה נכון‎ (хейе нахон)
- Ирландский: Bí Ullamh
- Испанский: Siempre Listo либо Siempre Alerta («всегда готов», «всегда наготове»)
- Итальянский: Sii Preparato (также в Италии очень часто используется латинская фраза Estote Parati)
- Казахский: Дайын бол
- Киргизский: Даяр бол
- Китайский: 準備
- Латинский: Estote Parati
- Латышский: Esi Modrs
- Литовский: Budek
- Македонский: Биди подготвен
- Малайский: Selalu Bersedia
- Мальтийский: Kun Lest
- Монгольский: Белен бол
- Немецкий: Sei bereit
- Норвежский: Alltid Beredt
- Польский: Czuwaj
- Пушту: Tayar Osay
- Румынский: Fii gata
- Русский: Будь гото́в
- Сербский: Буди спреман
- Словенский: Bodi pripravljen! либо Bud Pripavany
- Тагальский: Laging Handâ (дословно: всегда готов)
- Таджикский: Омода бош
- Тайский: จงเตรียมพร้อม
- Туркменский: Taýýar bol
- Уйгурский: Tayyar Bol
- Украинский: Будь напоготові
- Фарси: Aamaadeh Baash
- Финский: Ole valmis (о́ле ва́льмис)
- Французский: Sois Prêt либо Toujours Prêt
- Хорватский: Budi Pripraven
- Чешский: Buď Připraven
- Чувашский: Хатӗр пул
- Шведский: Var redo
- Эсперанто: Estu preta
- Эстонский: Ole valmis (о́ле ва́льмис)
- Якутский: Бэлэм буол
- Японский: そなえよつねに

Эмблема
Эмблема — трёхлепестковая лилия. Лилия стала символом скаутинга с момента его зарождения. Сейчас она используется 16 миллионами скаутов во многих странах мира. 3 конца лилии представляют 3 элемента скаутской клятвы: долг перед собой, перед ближними, перед Богом. На лилиях многих русских скаутских организаций изображён Святой Георгий. Он является покровителем русских скаутов.
Скаутские эмблемы разных организаций могут существенно отличаться. Но все они имеют обязательный элемент — трёхлепестковую лилию.
Рукопожатие
Скауты во всем мире пожимают руки левой, а не правой рукой, что является знаком особой дружбы и веры. Объясняется это тем, что основатель скаутского движения Роберт Баден-Пауэлл во время военной службы в Африке позаимствовал этот обычай у африканских племён. Во время приветствия копьё, которое держали в правой руке, втыкали в землю, а щит перекладывали из левой руки в правую, показывая таким образом, что ты доверяешь человеку, с которым здороваешься.
Салют
Салют отдаётся при полной униформе и в торжественных случаях, таких как подъём и спуск национального флага, и при произнесении скаутского обещания. Вариантом этого символа-салюта является скаутский знак, во время которого правая рука поднимается до уровня плеча, 2 пальца (большой и мизинец) — соединены, 2 (или 3), в зависимости от возраста скаута, — плотно сжаты (указательный, средний и безымянный). 3 пальца символизируют 3 основных принципа скаутинга. Большой палец и мизинец, соединённые вместе, говорят о том, что в скаутинге старший помогает младшим.
Флажок
Всякий патруль имеет свой флажок. Более крупные элементы скаутского движения (отряд, дружина, региональная, национальная организация) имеют собственное знамя.
Клич
Клич звена должен быть простым и коротким, выражать общее настроение, общие цели и совместную деятельность.
Галстук
Галстук — обязателен и является отличающим элементом для каждой скаутской группы; по цвету они могут быть разнообразными в зависимости от организации, пола, звания, могут иметь цвета флага, герба города, региона, страны. Скаутский галстук закрепляется зажимом, который скаут делает сам из кожи, дерева, коры или других природных материалов, либо особым, так называемым «квадратным» узлом. В отличие, например, от пионерского галстука времён СССР, скаутская традиция позволяет использование галстука в самых разных целях: перевязать рану, снять горячий котелок с костра, натянуть верёвку на переправе можно, защитив ладонь галстуком.
Знаки отличия
Особые знаки в виде нашивок, наклеек, значков, лент и шнуров, которые скаут носит на своей форме, обозначают его принадлежность к той или иной организации, положение в ней, принадлежность к дружине, отряду, звену. Также по скаутской форме можно определить достижения, разряд скаута или сданные им «специальности», например, в поварском деле, оказании первой помощи, спортивном совершенствовании.
- «Квадратный» узел на скаутском галстуке
- Чилийский скаутский галстук с треугольным зажимом с тремя отверстиями
- Значок с зажимом ниже
- Зажим из натурального материала в виде исключения за особые заслуги
- Зажим на светлом галстуке руководителя, окончившего курсы
- Квадратный зажим с двумя отверстиями
- Квадратный зажим с двумя отверстиями
- Зажим «турецким» узлом на галстуке, под которым завязан узел Каррика с «костяшками» — отличительный зажим скаутских руководителей, которые окончили курсы
- Униформа норвежского скаута, которая содержит свастику, лилии, нашивки с узлом восьмёрка, «костяшки», зажим
- Галстук чешского скаута, который завязан «квадратным» узлом, содержит цвета чешского флага
- Верёвочный зажим; концы репшнура соединены грейпвайном, полученной петлёй сделан прусик
- Зажим из шишки секвойи
- Зажим из паракорда «турецким» узлом
- Зажим из гольфового мяча
- «Квадратный» узел на галстуке
- Зажим-значок
- Квадратный зажим с двумя отверстиями